# Štancanje
Štancanje je vrsta strojne obrade metala bez odvajanja čestica postupcima rezanja ili trajne deformacije. Štance su alati koji na preši razdvajaju, preoblikuju ili spajaju materijal. Podjela štanci prema namjeni: za izrezivanje, probijanje, savijanje, vučenje, zakivanje.

## Štanca
Štanca je alatni stroj za obradu štancanjem i sastoji se od gornjeg pomičnog sklopa pričvršćenog na pritiskivalo preše i donjeg nepomičnog sklopa pričvršćenog na radni stol preše. Radni ili rezni elementi štance su žigovi ugrađeni u gornji sklop i matrica u donji sklop. Polazni materijal za štancanje mogu biti:
- metalni limovi u obliku ploča ili platine (platina je proizvod pravokutnog presjeka najveće debljine 40 mm, a najmanje širine 150 mm. Širina platine mora biti najmanje 4 puta veća od debljine. Iz platina se dalje valjaju tanki limovi. Stranica a < 40mm i odnos a : b > 1 : 4), trake ili koluta;
- osim metala štancaju se polimeri, papir, koža, guma, tekstil;
- režu se čelični limovi debljine do 6 mm, a za veće debljine nužne su posebne izvedbe ili zagrijavanje materijala;
- savijanje je moguće za debljine do 100 mm.

Štance se koriste uglavnom u serijskoj i masovnoj proizvodnji. Klasa točnosti koja se dobije je od IT11 do IT9, a kod kalibriranja IT7 do IT6. Štancani proizvodi su lakši u odnosu na kovane ili lijevane. Vrijeme izrade je mnogostruko kraće u odnosu na strojnu obradu odvajanjem čestica. Posluživanje štance može biti ručno (ulaganje platine ili pomicanje trake lima) ili strojno (automatski - pomoću odmatalice, ravnalice i dodavalice trake koluta lima). Rezna linija na obratku može biti otvoreni rez (reže samo dio obratka, npr: odrezivanje) i zatvoreni rez (reže cijeli oblik obratka, npr: izrezivanje).

## Postupci rezanja ili sječenja
Postupci rezanja ili sječenja na štanci mogu biti: 
- Izrezivanje je rezanje duž zatvorene rezne linije za proizvode s točnim vanjskim oblikom. Ono što se izdvoji iz trake je proizvod, a ostatak trake je otpad.
- Odrezivanje je rezanje duž otvorene rezne linije za jednostavne proizvode. Ono što se odvaja od trake je proizvod zahtjevane širine. Odrezivanje može biti s otpadom ili bez bez njega.
- Probijanje je rezanje duž zatvorene rezne linije za proizvode s točnim unutarnjim oblikom. Ono što se izdvoji iz platine je otpad, a ostatak je proizvod.
- Dorezivanje je otvoreni rez na konturi proizvoda radi odvajanja dijelova površine. Ono što se odvoji je otpad.
- Zarezivanje je otvoreni rez na konturi proizvoda bez bez odvajanja dijelova površine.
- Obrezivanje je odvajanje ruba ili dodatka za obradu na proizvodima duž otvorene ili zatvorene rezne linije (npr: nakon dubokog vučenja).
- Krzanje je odvajanje ljevačkog ili kovačkog dodatka (srha).[3]

### Proces rezanja na štancama
Proces rezanja materijala na štancama odvija se uzajamnim djelovanjem reznih bridova žiga i matrice u nekoliko stupnjeva (koraka):
- 1. stupanj: Elastična deformacija zbog prodiranja žiga u materijal.
- 2. stupanj: Trajna deformacija zbog daljnjeg prodiranja žiga i prekoračenja granice elastičnosti materijala. Nastaju zaobljena ulegnuća.
- 3. stupanj: Sječenje materijala na reznim rubovima žiga i matrice zbog prekoračenja smične čvrstoće materijala. Nastaju risevi.
- 4. stupanj: Lom materijala zbog smanjena otpora (čvrstoće) preostalog dijela. Nastaju risevi i lom.
- 5. stupanj: Zaglađivanje rezne plohe materijala zbog elastičnog pritiska na žig pri njegovu izvlačenju. Potreban svlakač materijala sa žiga.
- 6. Stupanj: Elastični povrat materijala nakon izvlačenja žiga zbog čega se smanjuje mjera provrta, a povećava mjera izrezanog dijela u odnosu na mjeru žiga.[4]

## Podjela štanci za rezanje
Štance za rezanje su mnogobrojne i raznovrsne. Mogu se promatrati i podijeliti po različitim kriterijima i njihovim kombinacijama.

### Podjela štanci prema postupku rezanja
Sukladno postupku rezanja nazivaju se štance za izrezivanje, odrezivanje, probijanje itd.

### Podjela štanci prema broju rezova
Prema broju rezova štance mogu biti: jednorezne štance (samo jedan postupak rezanja, npr: izrezivanje, odrezivanje ili probijanje) i višerezne štance (više postupaka rezanja slijedno s više hodova preše ili kompletno s jednim hodom preše).

### Podjela štanci prema načinu vođenja žigova
Prema načinu vođenja žigova štance mogu biti: štance bez vođenja žigova (koriste vođenje pritiskivala preše) i štance s vođenjem žiga (koriste dijelove alata za vođenje kao što su vodeća ploča, vodeći stupovi, rezna ploča ili više njih zajedno).

### Posebne štance
Posebne štance mogu biti prema izvedbi, kao što su štance za obrezivanje, krzanje, naknadno i fino rezanje, te štance za probadanje zadebljanja ili vrata u limu, npr: priprema za narezivanje.

### Kombinirane štance
Kombinirane štance osim rezanja uključuju i postupke trajne deformacije, najčešće slijedni alati za proizvode s vrlo složenim oblikom.

### Podjela štanci prema kvaliteti i troškovima izrade
Prema kvaliteti i troškovima izrade štance mogu biti: štance visoke kvalitete (prvenstveno za proizvode visoke točnosti, ali i za proizvode srednje točnosti velikih serija), štance srednje kvalitete (za proizvode srednje točnosti i srednjih serija) i štance niže kvalitete (kao pomoćni alat za jednostavne proizvode manjih točnosti i količina).